# احمد احتشام
 سید احمد احتشام‌الحکما زواره‌ای (درگذشته دی ۱۳۱۵) پزشک و نماینده مجلس شورای ملی بود.
سید احمد احتشام در اصفهان به دنیا آمد. پدرش محمدخلیل فرزند احمد طباطبائی زواره‌ای بود. او در سال ۱۳۰۲ به نمایندگی اصفهان در مجلس شورای ملی انتخاب شد (دوره پنجم). همین دوره از مجلس بود که با تصویب ماده واحده‌ای در نهم آبان ۱۳۰۴ به انقراض سلطنت قاجار رأی داد و قدرت را به رضا خان پهلوی منتقل کرد.
احتشام بار دیگر در سال ۱۳۰۹ به نمایندگی اصفهان به مجلس رفت (دوره هشتم) و سه دوره دیگر (تا دوره دهم) بر کرسی نمایندگی نشست. در دوره دهم پس از دوره طولانی بیماری درگذشت.
از احتشام کتابی با نام رسالهٔ وبائیه در ۴۷ صفحه، دو پسر به نام‌های نظام‌الدین و حسام‌الدین و دو دختر به نام شوکت و حشمت به جا ماند.